# بییاگمس لا نوئبا
بییاگمس لا نوئبا (به اسپانیایی: Villagómez la Nueva) یک شهرستان در اسپانیا است که در استان وایادولید واقع شده‌است.